# Прапор Ямполя
Пра́пор Ямполя — один з офіційних символів міста Ямпіль Вінницької області.

## Опис
Прапор міста являє собою прямокутне полотнище довжиною 140 см, шириною 90 см. Прапор розділений на чотири частини, розділених горизонтально. Перша смуга має 35 см синього кольору – колір безкрайнього подільського неба, символізує вірність, чесність, шляхетність, лицарські чесноти, бездоганність. Друга смуга шириною 18 см має червоний (малиновий) колір. На ній, у центрі прапора відтворено золотий Мальтійський хрест. Червоний колір та Мальтійський хрест є частиною загально військового прапора війська Запорізьського часів Богдана Хмельницького та символізують розвиток козацтва на Ямпільщині. Третя смуга шириною 29 см зеленого кольору символізує багату природу, достаток і свободу. Та четверта хвиляста смуга шириною 15 см є символ річок, які протікають через місто, а також чистого повітря і мирного неба.
Держак прапора (довжина — 2,5 м, діаметр — 5 см). Верхівка держака прапора увінчана металевою маківницею, кулястим наконечником жовтого кольору, що кріпиться на базу.

## Помилки
Смуги 35, 18, 29 і 15 см дають у сумі 97 см, що не відповідає поданій ширині прапора 90 см, тому правильно побудувати прапор лише на оснві опису неможливо.